# O Fantasma da Ópera
O Fantasma da Ópera (no original em francês Le Fantôme de l'Opéra) é um romance francês de ficção gótica, escrito por Gaston Leroux. Foi publicado pela primeira vez como uma serialização em Le Gaulois de 23 de setembro de 1909 a 8 de janeiro de 1910 e em forma de volume, em abril de 1910 por Pierre Lafitte. A novela é parcialmente inspirada em fatos históricos da Ópera de Paris durante o século XIX e um conto apócrifo relativo à utilização de esqueleto de um músico famoso.
Normalmente seu uso é de festas folclóricas produção de Der Freischütz de 1841. Hoje em dia, é ofuscada pelo sucesso de suas várias adaptações de teatro e cinema, atingindo o seu auge ao ser adaptada para o teatro musical por Andrew Lloyd Webber, Charles Hart e Richard Stilgoe. O espetáculo bateu o recorde de permanência na Broadway (superando Cats), e continua em palco até hoje desde a estreia em 1986. É o musical mais visto de sempre, por mais 100 milhões de pessoas, e também a produção de entretenimento com mais sucesso que alguma vez existiu, rendendo 5 bilhões de dólares (5 mil milhões na escala longa, utilizada em Portugal).
Le Fantôme de l'Opéra foi inúmeras vezes traduzido para o português do Brasil, sendo que as versões mais difundidas são das editoras Ediouro e Ática. A preferência por essas versões devem-se à maior fidelidade à história originalmente criada por Gaston Leroux. Em Portugal, "O Fantasma da Ópera" foi traduzido e publicado pela editora Bico de Pena.

## O enredo
A cantora de ópera, Christine Daaé, triunfa na noite de gala da aposentadoria dos antigos gestores da Ópera de Paris. Seu velho amigo de infância, Raoul, ouve-a cantar e recorda do seu amor por Christine. Neste momento, existem rumores de que a Ópera está assombrada por um fantasma e este é conhecido pelos gestores através de cartas e atos maléficos. Algum tempo depois da gala, a Ópera de Paris realizada Fausto, com a prima donna Carlotta interpretando o papel principal, contra a vontade do Fantasma. Durante a performance, Carlotta perde a voz e o grande lustre cai sobre a platéia.
Christine é raptada pelo fantasma e é levada para sua morada em baixo da Ópera onde ele se identifica como Erik. Ele pretende mantê-la por alguns dias, esperando que ela venha a amá-lo. Mas ela faz Erik mudar seus planos quando o desmascara, para horror de ambos, vendo o seu rosto sem nariz, sem lábios, olhos afundados que se assemelha a um crânio seco a séculos, coberto de carne morta amarelada. Temendo que ela vá deixá-lo, Erik decide mantê-la com ele para sempre, mas quando Christine pede libertação depois de duas semanas, ele concorda com a condição desde que ela use seu anel e seja fiel a ele.
No telhado da casa de ópera, Christine diz a Raoul que Erik a raptou. Raoul promete levar Christine para onde Erik nunca possa encontrá-la. Raoul diz a Christine que eles devem fugir no dia seguinte, com o que Christine concorda. Ela, no entanto, tem piedade por Erik e decide não ir embora, até que ela canta uma canção para ele uma última vez; o que Raoul não concorda. Eles não estão cientes de Erik ouvindo a conversa e cheio de ciúmes e raiva.
Na noite seguinte, Erik sequestra Christine durante uma produção de Fausto e tenta forçá-la a se casar com ele. Erik afirma que, se ela recusar, vai usar explosivos (que ele plantou nas caves) para destruir toda a casa de ópera. Christine se recusa, até que ela percebe que Erik soube da tentativa de Raoul para resgatá-la e o tem aprisionado em uma câmara de tortura quente (juntamente com o Persa, um velho conhecido de Erik, que estava ajudando Raoul). Para salvá-los e às pessoas acima na Ópera, Christine concorda em se casar com Erik. Erik inicialmente tenta afogar Raoul e o Persa, usando a água que teria sido utilizada para apagar os explosivos. Mas Christine pede e se oferece para ser sua "noiva viva", prometendo-lhe não se matar depois de tornar-se sua noiva, como tinha pensando em fazer desde o início do romance. Erik finalmente liberta Raoul e o Persa da sua câmara de tortura. Quando Erik está sozinho com Christine, ela levanta a máscara para beijá-lo na testa. Erik revela que nunca recebeu um beijo (nem mesmo de sua própria mãe), nem foi autorizado a dar um e é tomado pela emoção. Ele e Christine choram juntos e as suas lágrimas "se misturam". Erik expressa mais tarde que ele nunca se sentiu tão perto de outro ser humano.
Erik permite que o Persa e Raoul levem Christine, não sem antes fazê-la prometer que vai visitá-lo em seu dia de morte e devolver o anel de ouro que ele lhe deu. Ele também faz o Persa prometer que depois vai ao jornal relatar sua morte, porque ele vai morrer em breve "de amor". De fato, algum tempo depois, Christine retorna ao covil de Erik, para enterrá-lo em algum lugar em que ele nunca vá ser encontrado (por solicitação do Erik) com o anel de ouro. Depois, um jornal local recebe um bilhete simples: "Erik está morto".

## Personagens
- Erik, um homem deformado e gênio que vive nos calabouços da Ópera de Paris.
- Christine Daaé, uma donzela soprano que vira a obsessão do Fantasma da Ópera.
- Raoul o Visconde de Chagny, um nobre marinheiro apaixonado por Christine.
- O Persa, amigo de Erik.
- Phillipe, Conde de Chagny, irmão mais velho de Raoul, patrocinador da Ópera.
- Armand Moncharmin e Firmin Richard, os dois dirigentes da Ópera.
- Madame Giry, coodernadora dos box.
- Meg Giry, filha de Madame Giry e bailarina.
- Joseph Buquet, o chefe de cena.
- La Carlotta, a Prima Donna e líder soprano da Ópera de Paris.

- Mercier: O coordenador de cenários da casa de Ópera.
- Gabriel: O mestre de coro supersticioso.
- Mifroid: O comissário da polícia que trabalha no desparecimento de Christine.
- Remy: O secretário dos gerentes.
- O Inspetor: Um inspetor contratado para investigar os acontecimentos estranhos relativos ao Box Cinco.
- Shah e o Sultão: Os dois reis que tentaram matar Erik após ele construir seu palácio.
- La Sorelli: A bailarina líder que Conde de Chagny mantem um caso.
- Jammes: Uma bailarina da casa de Ópera.
- Madame Valérius: A guardiã idosa de Christine.
- Reyer: O gerente da Ópera de Paris.

## Cinema, teatro e música

### Cinema
O fantasma da ópera foi inúmeras vezes transposto para os palcos e para a telas de cinema, quando fez um estrondoso sucesso, principalmente entre o grande público. A primeira versão, de 1925, possui 93 minutos e é um filme mudo preto e branco, com trechos em Technicolor de duas cores, realizado pelos estúdios da Universal, com Lon Chaney no papel do Fantasma.
Seguiram-se outras versões igualmente populares, incluindo de 1943, dirigida por Arthur Lubin, com Claude Rains no papel-título. Em 1962, o estúdio inglês Hammer produziu a sua versão, numa adaptação com enfoque mais humano e trágico do personagem. Destaque também para a versão ópera rock de 1974, dirigida por Brian De Palma e estrelada por Paul Williams, intitulada como Phantom of the Paradise, entre várias outras.
Em 2004, foi novamente encenado para o cinema, adaptação do musical de Andrew Lloyd Webber dirigido pelo renomado diretor Joel Schumacher, com Gerard Butler na pele do fantasma, Emmy Rossum como Christine e Patrick Wilson Raoul, fechando o triângulo amoroso. O Fantasma da Ópera foi indicado ao Oscar em três categorias. O filme custou 96 milhões de dólares, sendo o mais caro filme independente já feito. Depois de pronto, a Universal comprou os direitos autorais dessa versão. Os 96.000.000 saíram do bolso do próprio Lloyd Webber.
Em 2011, foi lançado nos cinemas por período limitado e posteriormente em DVD O Fantasma da Ópera no Royal Albert Hall, comemoração do aniversário de 25 anos do musical de Webber. Foi estrelado por Ramin Karimloo como Fantasma e Sierra Boggess com Christine.

### Teatro
Inúmeros teatros musicais e peças tem sido feitas baseada na obra de Leroux, a mais famosa é a de Andrew Lloyd Webber, o musical homônimo está em cartaz em Nova Iorque, no Teatro Majestic, desde 1986, sendo o musical de maior duração da história da Broadway.
- Ken Hill's The Phantom of the Opera (1976/1984): Musical por Ken Hill, com letras de Gounod, Offenbach, Verdi,e outros.
- The Phantom of the Opera (1986): Musical por Andrew Lloyd Webber
- The Phantom of the Opera: Musical por Helen Grigal (libreto e letras) e Eugene Anderson (música).
- Phantom (1991): Musical por Maury Yeston (música e letras) e Arthur Kopit (texto).
- Phantom der Oper por Arndt Gerber / Paul Williams
- The Phantom of the Opera por BAT Productions
- Phantom of the Opera por David Bishop / Kathleen Masterson
- Phantom der Oper por Karl Heinz Freynick / Ingfried Hoffmann
- The Phantom of the Opera por Rob Barron / David Spencer
- Das Phantom der Oper por Sahlia Raschen / Ulrich Gerhartz
- The Phantom of the Opera por Sean Grennan, Kathy Santen, Cheri Coons / Michael Duff
- The Phantom of the Opera por Gaslight Theatre
- Das Phantom der Oper por Thomas Zaufke, Felix Müller / Victor Hunt
- The Phantom of the Opera por Walter Murphy
- O Fantasma da Máscara - adaptação infantil dirigida por Rosi Campos.
- The Phantom Of The Opera-adaptação da banda finlandesa Nightwish.
- Em 2000, O Fantasma da Ópera foi interpretado por Paul Stanley, vocalista da banda de Hard Rock, Kiss.